# Cubo de dinosaurio
El Cubo de Dinosaurioes un rompecabezas cúbico y retorcido al estilo del Cubo de Rubik. Fue inventado en 1985 por Robert Webb, aunque no se produjo en masa hasta diez años después. Tiene un total de 12 piezas móviles externas para reorganizar, en comparación con las 20 piezas móviles del Cubo de Rubik.

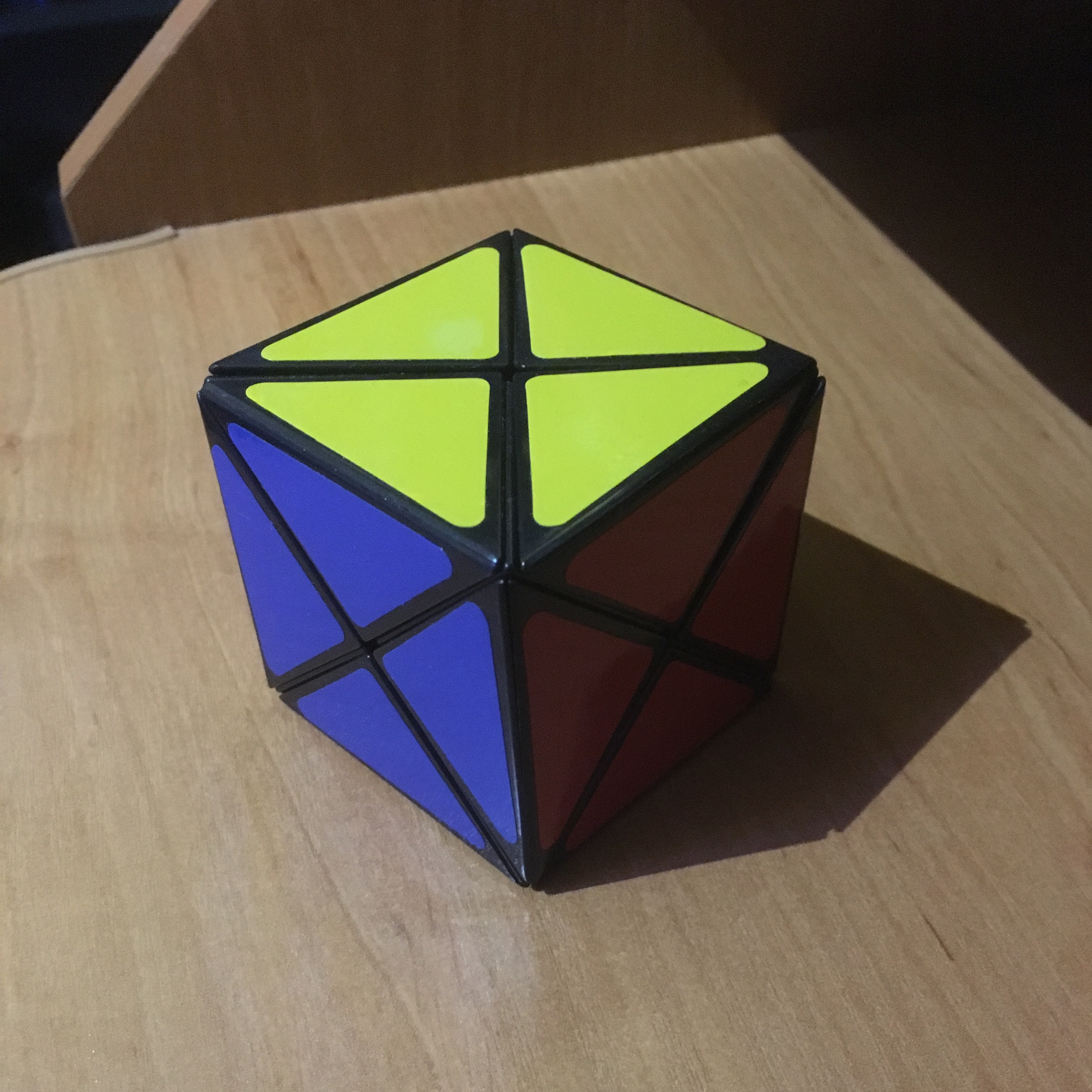
El cubo de dinosaurio de seis colores en su estado resuelto

## Historia
Robert Webb diseñó y fabricó el primer prototipo de lo que se convertiría en el Dino Cube en 1985; Su prototipo original fue realizado íntegramente en papel. Desde entonces, el rompecabezas se reinventó dos veces, pero la producción en masa del rompecabezas no comenzó hasta 1995. La primera versión producida en masa tenía imágenes de dinosaurios representadas en cada pieza, lo que llevó a la adopción del rompecabezas. Nombre actual de Dino Cube (o sea, cubo de dinosaurio, en español).No se sabe cómo se llamaba el rompecabezas antes de que se introdujera esta versión de dinosaurio. Las versiones posteriores, sin embargo, adoptaron la práctica de utilizar pegatinas estándar de un solo color, al igual que la mayoría de los otros rompecabezas retorcidos.

## Descripción general

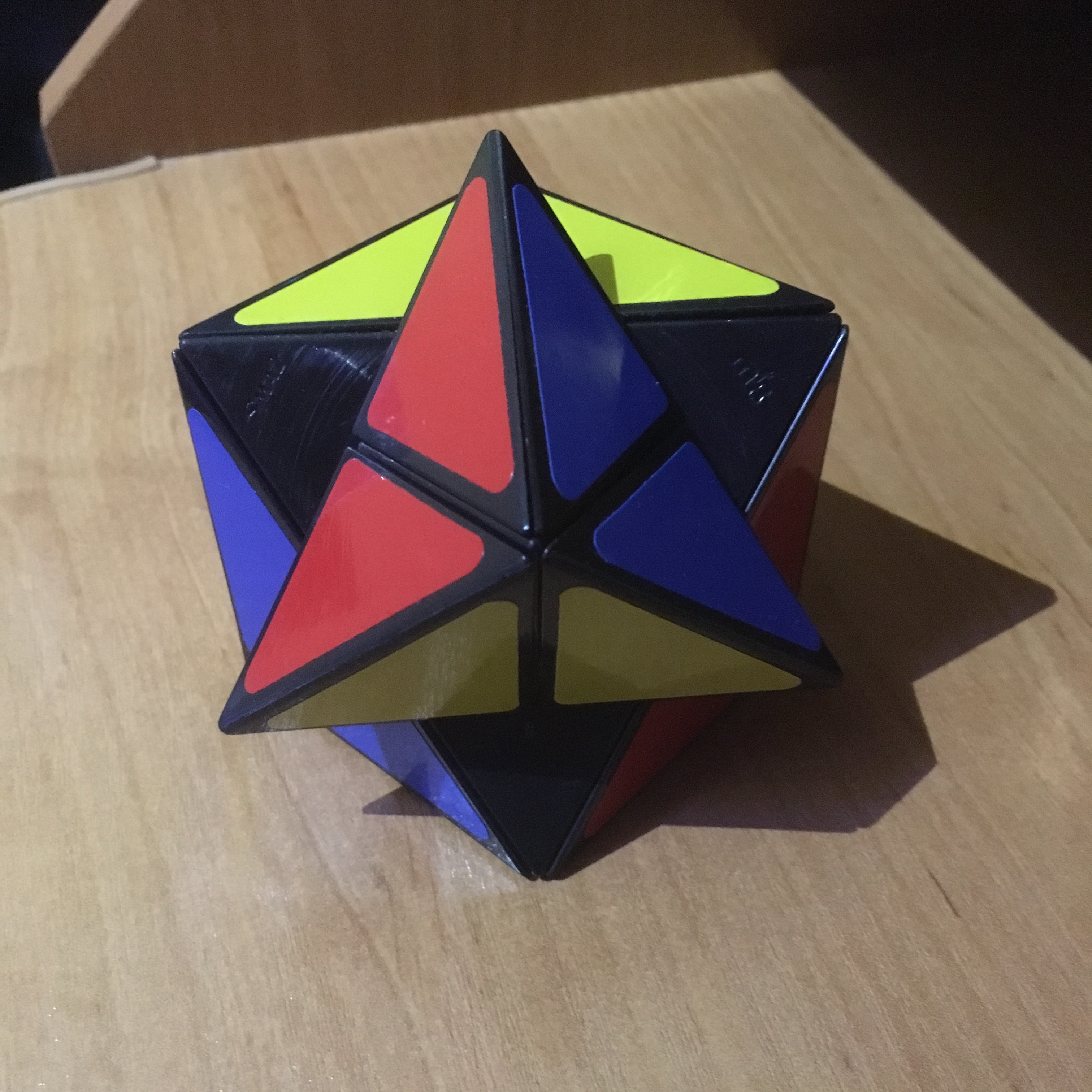
El Cubo de Dinosaurio de seis colores en medio de un movimiento, que muestra cómo se puede armar el rompecabezas. Tenga en cuenta las piezas negras dentro del rompecabezas: son piezas de las esquinas "ocultas" que forman el núcleo del rompecabezas.

El Cubo de Dinosaurio es un rompecabezas sinuoso con forma de cubo. Consta de 12 piezas móviles, todas ellas situadas en los bordes del cubo.
Se puede pensar que el rompecabezas gira alrededor de sus esquinas: cada movimiento cambia la posición de tres piezas de borde adyacentes a la misma esquina, rotándolas alrededor de esa esquina.De hecho, hay ocho piezas más "ocultas" dentro del rompecabezas, que están ubicadas en las esquinas y están fijadas al núcleo del rompecabezas; estas piezas sólo se vuelven visibles en medio de un movimiento.
La gran mayoría de los cubos de dinosaurios producidos en masa tienen el esquema estándar de seis colores, con un color en cada cara del cubo en el estado resuelto. Esto es común con la mayoría de los otros rompecabezas cúbicos retorcidos, incluido el Cubo de Rubik. Sin embargo, también existen algunas versiones con otros esquemas de color, incluida una con cuatro colores (donde cada color está centrado alrededor de una esquina del cubo en el estado resuelto), y otra con solo dos colores (donde cada color presente en la mitad del rompecabezas).
El propósito del rompecabezas es mezclar los colores y luego restaurarlos a su configuración original, generalmente de un color por cara.

## Resolviendo

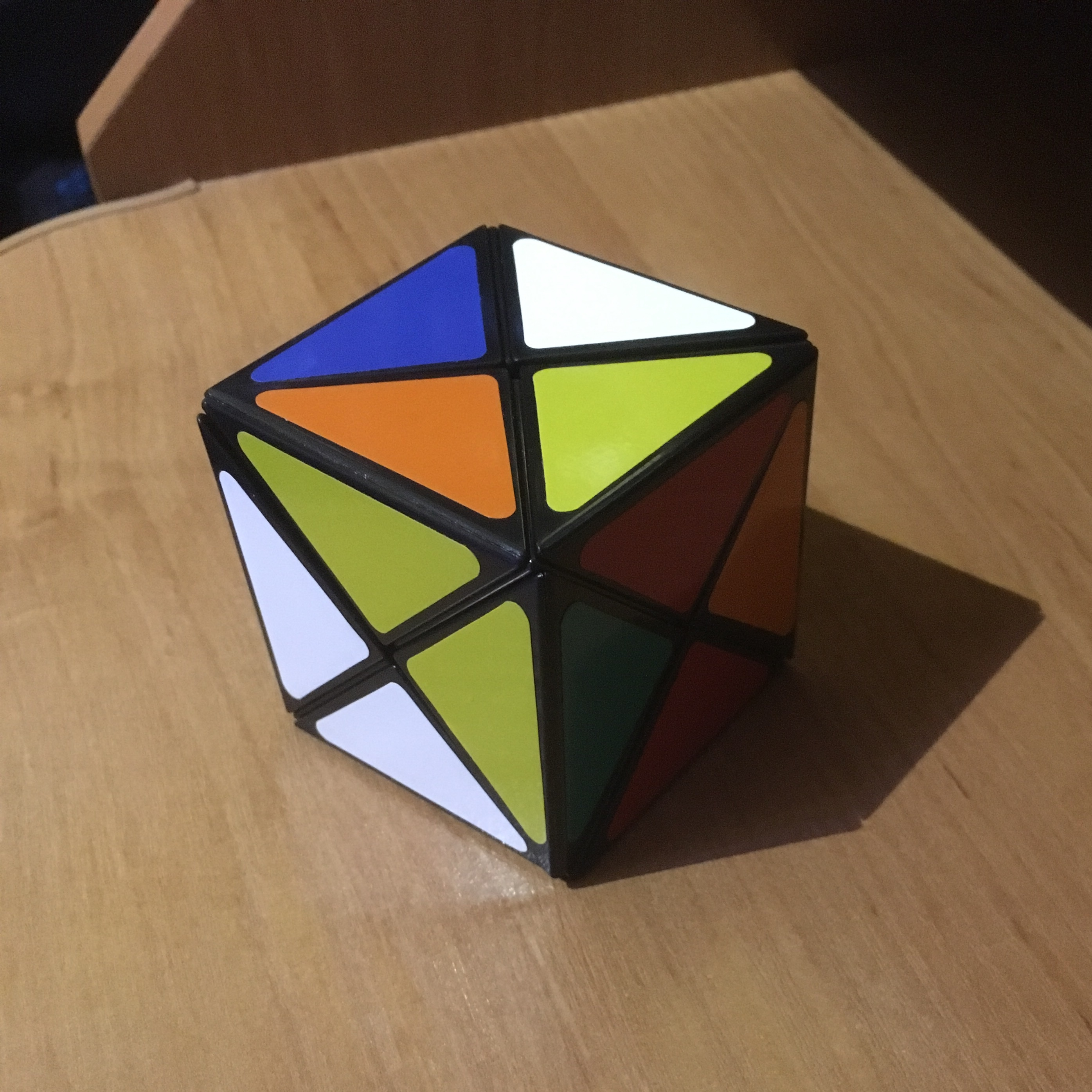
El Cubo de Dinosaurio de seis colores, completamente revuelto

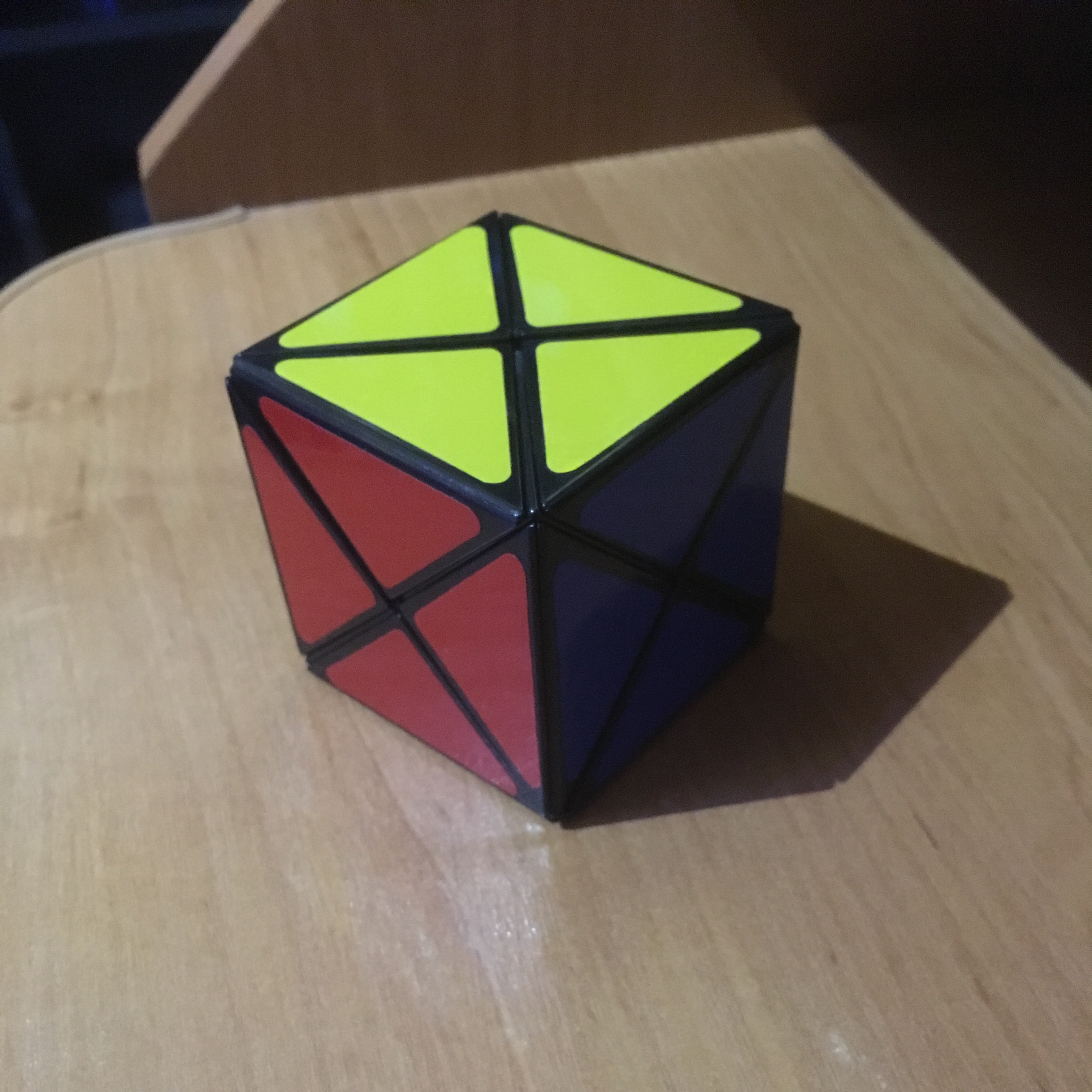
El cubo de dinosaurio en su segundo estado resuelto, que es un reflejo del primero.

El Dino Cube se considera uno de los rompecabezas retorcidos más fáciles de resolver. Una de las cosas que lo hace tan fácil es el hecho de que cada movimiento sólo afecta a tres piezas del borde a la vez, lo que significa que es fácil resolver una parte del rompecabezas sin alterar lo que ya está resuelto. Además, cada pieza de borde solo tiene una orientación posible, lo que significa que si una pieza determinada está en la posición correcta, siempre estará orientada también de la manera correcta. Por lo tanto, el solucionador nunca tiene que preocuparse por cambiar la orientación de ninguna pieza.
Aunque no es obvio a primera vista, el Dino Cube de seis colores en realidad tiene dos configuraciones distintas que representan un rompecabezas resuelto. Las dos soluciones son imágenes especulares entre sí y la única diferencia visual entre ellas es su combinación de colores; por ejemplo, una solución tiene los colores Azul - Amarillo - Rojo en el sentido de las agujas del reloj alrededor de un vértice, mientras que en la otra estos colores van en el sentido contrario a las agujas del reloj.
Matemáticamente, el rompecabezas es idéntico al BrainTwist de Hoberman , que es un rompecabezas tetraédrico que puede "voltear" del revés y revelar otro conjunto de cuatro caras. Al igual que el Dino Cube, The BrainTwist tiene doce piezas móviles y cada movimiento gira tres piezas alrededor de una esquina. Dispone además de dos soluciones distintas: una del mismo color en cada una de las caras y otra del mismo color en cada una de las esquinas.

## Número de combinaciones
El cubo de dinosaurio tiene doce piezas de borde. Esto significa que, naturalmente, hay doce posiciones posibles para el primer borde dado; sin embargo, debido a la falta de piezas de "referencia" fijas visibles, todas estas posiciones son rotacionalmente simétricas entre sí. Por lo tanto, no se tiene en cuenta la posición del primer borde dado.
Las once piezas de borde restantes se pueden permutar en 11! diferentes maneras, en relación con la primera pieza de borde. Sólo son posibles permutaciones pares de estas piezas (es decir, es imposible intercambiar un par de piezas dejando el resto del rompecabezas resuelto), lo que divide el límite por 2.
Las piezas de los bordes no se pueden voltear ni desorientar (ver Resolución ), por lo que esto tampoco se tiene en cuenta.
Por lo tanto, el número total de combinaciones posibles en el Dino Cube de seis colores es igual a:
{\displaystyle {\frac {11!}{2}}=19} {\displaystyle 958} {\displaystyle 400}
Este número es bajo en comparación con el número de combinaciones del Cubo de Rubik (que tiene más de 4,3 × 10 19 combinaciones), pero aún mayor que muchos otros rompecabezas de la familia del Cubo de Rubik, en particular el cubo 2×2×2 (más de 3,6 millones de combinaciones) y el Pyraminx . (poco más de 930 mil combinaciones, excluyendo las rotaciones de los consejos triviales).

### Soluciones óptimas
El número de configuraciones posibles, 19 958 400, es lo suficientemente pequeño como para permitir que una computadora busque soluciones óptimas. La siguiente tabla resume el resultado de dicha búsqueda, indicando el número p de posiciones que requieren n movimientos para resolver el Dino Cube de seis colores (p2 para cualquier solución, p1 para una solución específica):
| n  | 0 | 1  | 2   | 3     | 4      | 5       | 6         | 7         | 8          | 9         | 10     | 11 | Total      |
| -- | - | -- | --- | ----- | ------ | ------- | --------- | --------- | ---------- | --------- | ------ | -- | ---------- |
| p2 | 2 | 32 | 320 | 2 816 | 23 414 | 180 084 | 1 227 084 | 6 167 660 | 10 926 002 | 1 429 972 | 1 004  |    | 19 958 400 |
| p1 | 1 | 16 | 160 | 1 408 | 11 712 | 90 912  | 640 192   | 3 740 838 | 11 138 597 | 4 313 963 | 20 577 | 24 | 19 958 400 |

Esta tabla muestra que el Número de Dios del Dino Cube de seis colores es 10 (cuando se resuelve en cualquiera de las soluciones) u 11 (cuando se resuelve en una solución específica).

## Variaciones
Existen varias modificaciones de forma del Dino Cube. Estos incluyen el ya mencionado BrainTwist , en forma de tetraedro que puede girarse del revés, el Ornitorrinco , cuya forma también se basa en un tetraedro, el Redi Cube , una versión cúbica con cortes menos profundos, y el Rainbow Cube , en forma de un cuboctaedro. Los últimos tres rompecabezas, a diferencia del Dino Cube, también tienen sus piezas "centrales" visibles.